# Angelo Arbasi
Angelo Arbasi (San Fiorano, 27 luglio 1895 – Lodi, 25 gennaio 1963) è stato un militare italiano, decorato con la medaglia d'oro al valor militare.

## Biografia
Arruolato nel Regio esercito, combatté nella prima guerra mondiale. In servizio nel 92º Reggimento Fanteria Basilicata, partecipò alla lunga battaglia per la conquista del monte Roteck, iniziata il 4 agosto 1915: le truppe italiane attaccarono in più fasi la linea austriaca, ma furono respinte con gravi perdite.
Tra i soldati addetti alla mitragliatrice, posizionata tra il monte Roteck e il monte Demut, si distinse Angelo Arbasi, che restato solo a mantenere la posizione, pur ferito gravemente, continuò a sparare contro le trincee avversarie per una intera giornata.
Già decorato nel 1916 con la medaglia d'argento, il 28 settembre 1919 gli fu conferita la medaglia d'oro al valor militare.